# Zale minereana
Zale minereana là một loài bướm đêm trong họ Erebidae.